# Essex (Illinois)
Essex es una villa ubicada en el condado de Kankakee en el estado estadounidense de Illinois. En el Censo de 2010 tenía una población de 802 habitantes y una densidad poblacional de 123,66 personas por km².

## Geografía
Essex se encuentra ubicada en las coordenadas 41°10′59″N 88°11′33″O / 41.18306, -88.19250. Según la Oficina del Censo de los Estados Unidos, Essex tiene una superficie total de 6.49 km², de la cual 6.42 km² corresponden a tierra firme y (1.04%) 0.07 km² es agua.

## Demografía
Según el censo de 2010, había 802 personas residiendo en Essex. La densidad de población era de 123,66 hab./km². De los 802 habitantes, Essex estaba compuesto por el 96.26% blancos, el 0.25% eran afroamericanos, el 0.12% eran amerindios, el 0.5% eran asiáticos, el 0.12% eran isleños del Pacífico, el 0.62% eran de otras razas y el 2.12% pertenecían a dos o más razas. Del total de la población el 1.5% eran hispanos o latinos de cualquier raza.